# 龙塘街道
龙塘街道是中华人民共和国四川省广安市前锋区下辖的一个街道办事处。

## 行政区划
龙塘街道下辖以下村级行政区划单位：
平桥社区、大桥社区、四合村、龙塘村、前锋村、前红村、联盟村、大佛村、陡梯村、袁巷村、得胜村、金星村、拱桥村、黄峰村、立石村、双寨村、双狮村和大垭村。